# Parc national de Karmelioukove Podillia
Le parc naturel national de Karmelioukove Podillia  (en ukrainien : Кармелюкове Поділля) est un parc national classé situé dans l'oblast de Vinnytsia, dans le sud-ouest de l'Ukraine. Sa superficie est de 16 518 hectares et il est composé de paysages ouverts et de paysages boisés.

## Historique

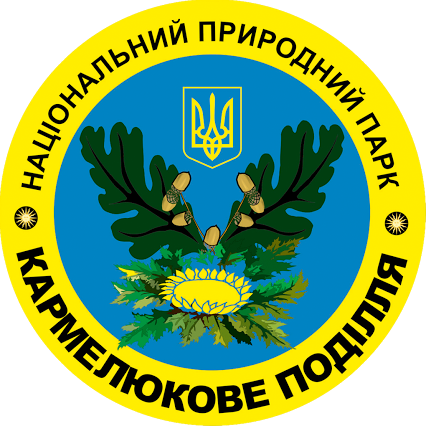
Son logo.

Il a été créé le 16 décembre 2009.

## En images

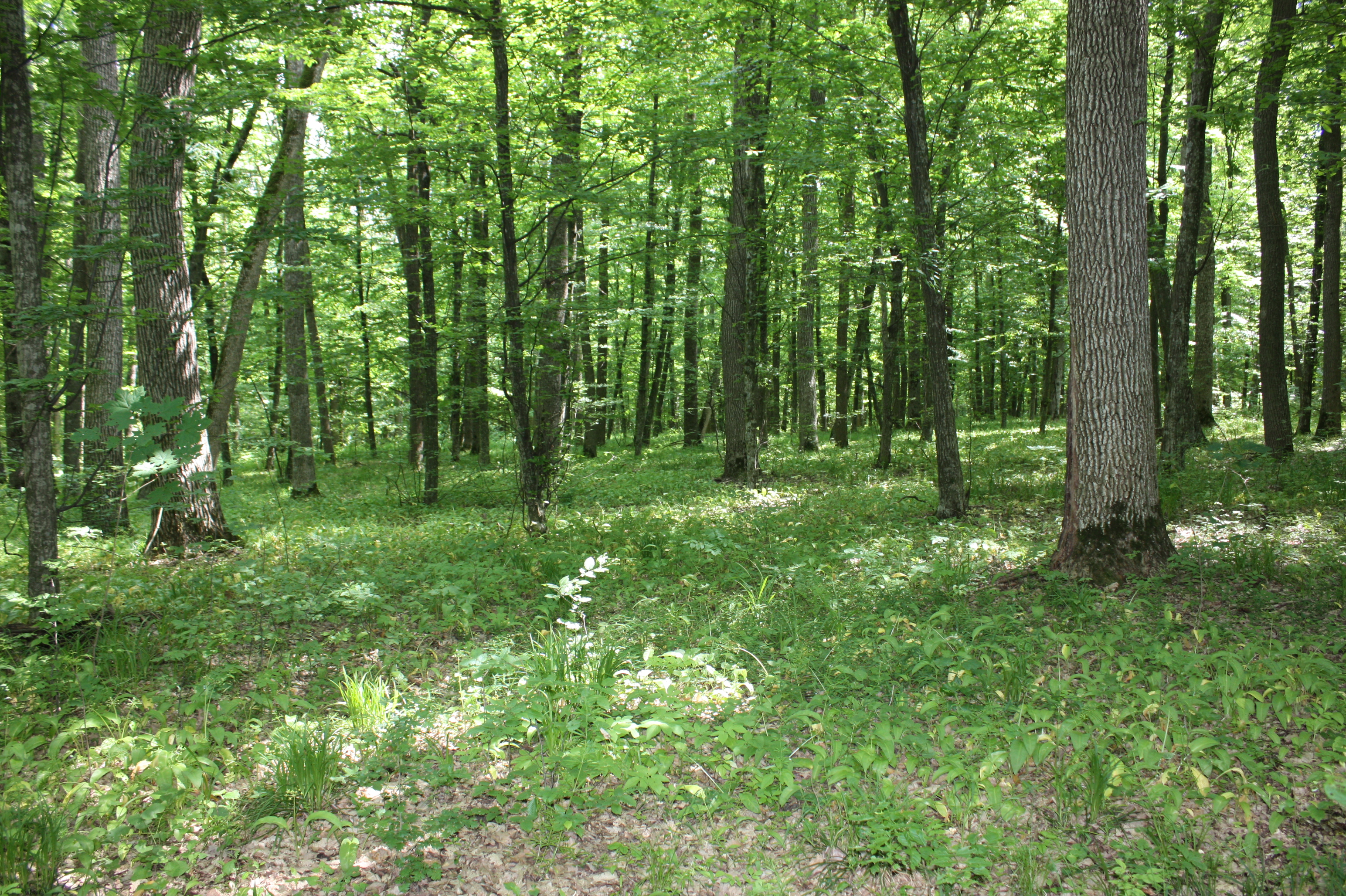
Sous bois
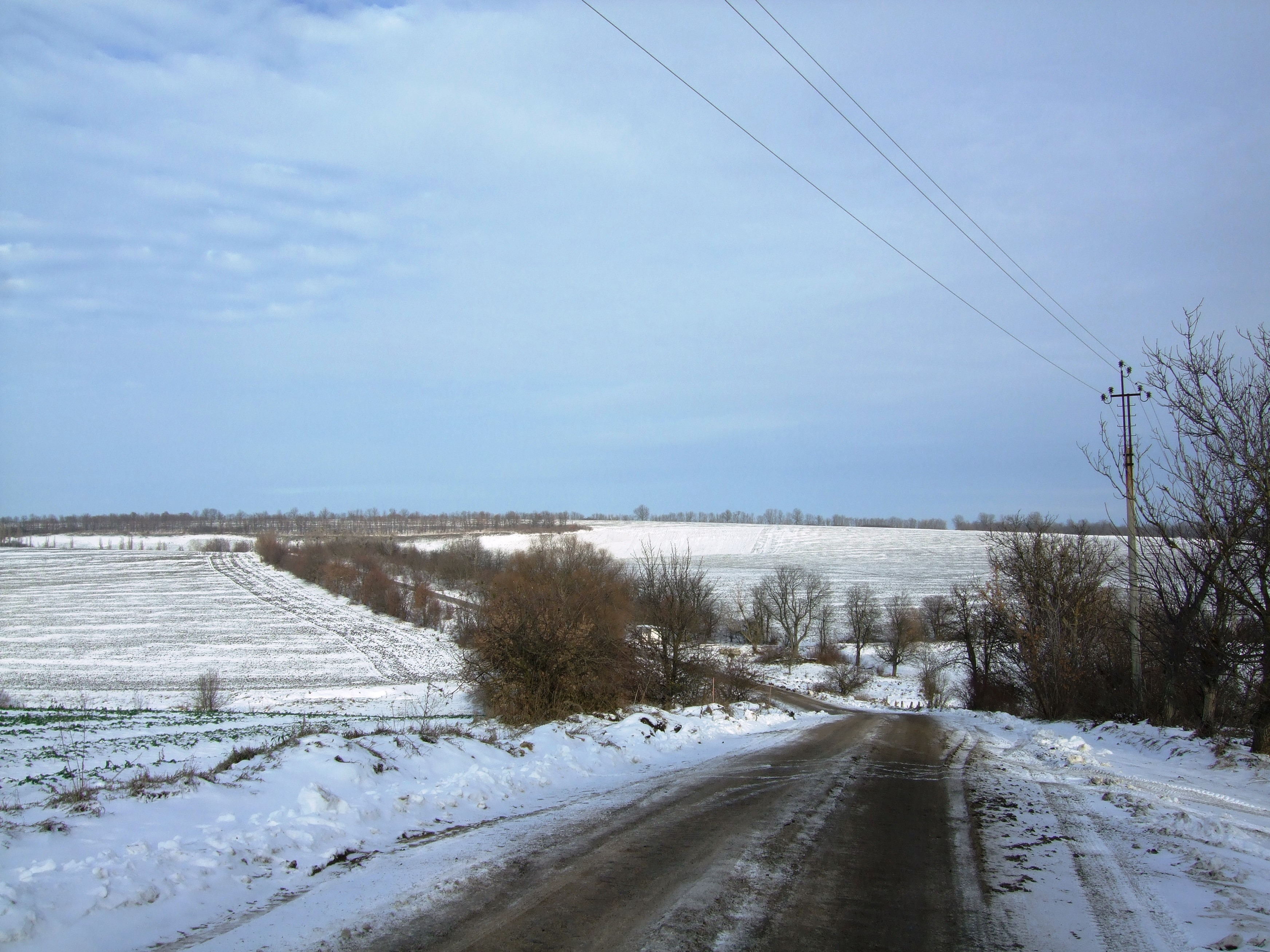
En hiver
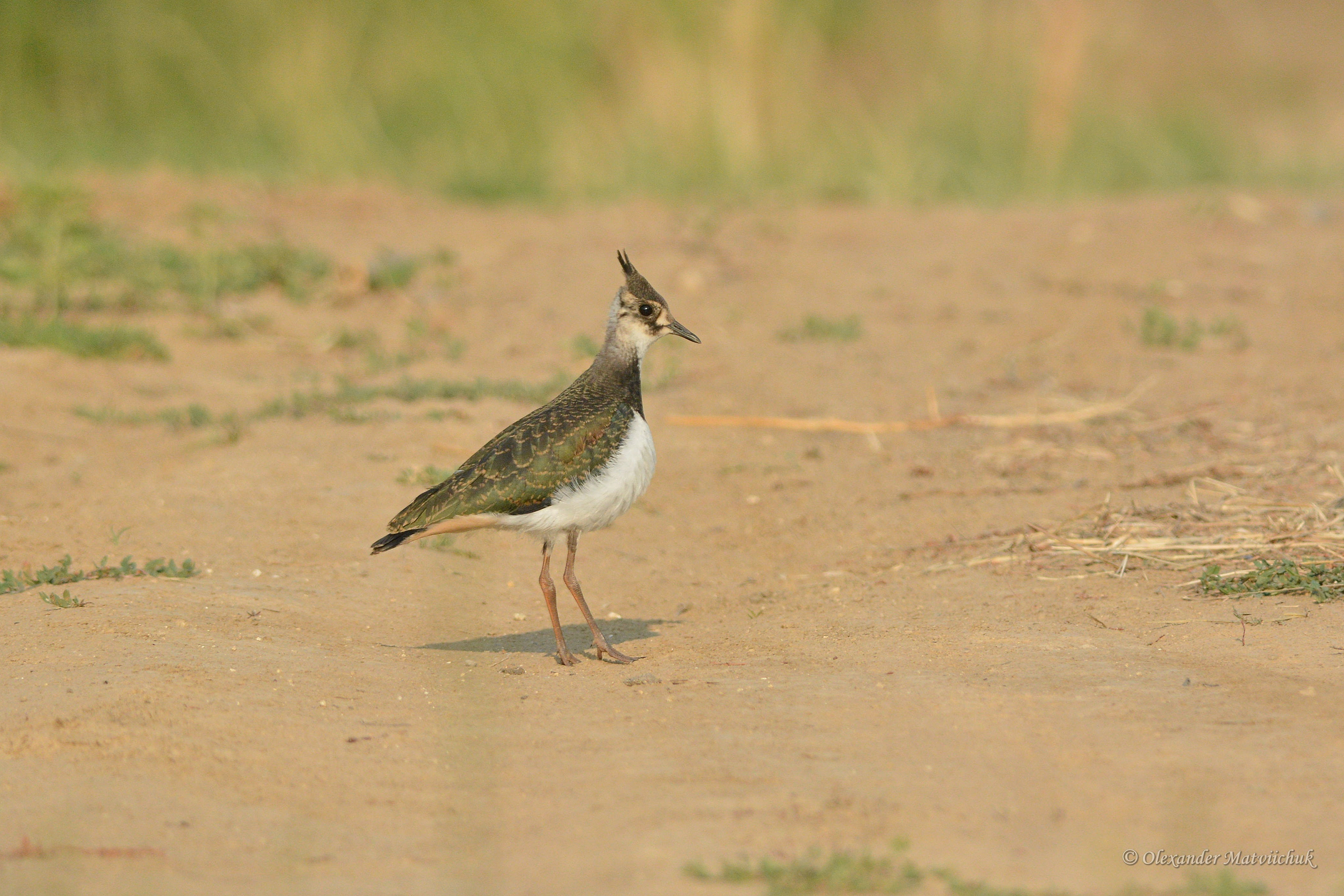
Vanneau huppé

## Liens
- Liste des parcs nationaux de l'Ukraine

- (uk) Site officiel
- Ressource relative à la géographie :   - World Database on Protected Areas